# Lake of the Woods

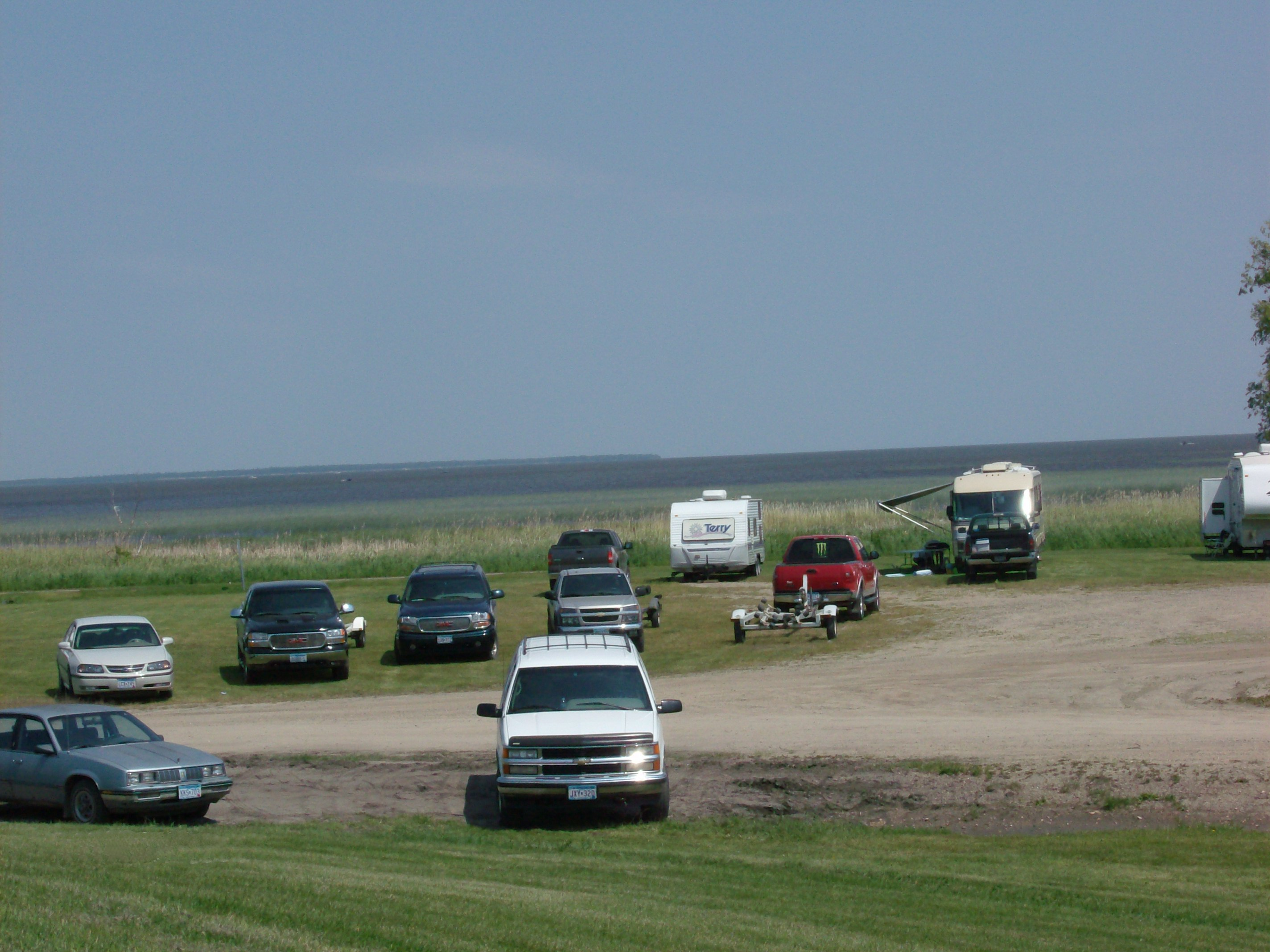
Strandszene am Lake of the Woods, 2008

Der Lake of the Woods (englisch) oder Lac des Bois (französisch) ist ein See in den kanadischen Provinzen Manitoba und Ontario und im US-Bundesstaat Minnesota. Das 1925 von Kanada und den Vereinigten Staaten unterzeichnete Lake of the Woods Convention and Protocol regelt den Grenzverlauf. Dabei entstand das Northwest Angle genannte Gebiet, das auf dem Landweg vom Rest der USA nicht zu erreichen ist.

## Lage
Der See hat in Nord-Süd-Richtung eine maximale Längsausdehnung von 120 km und eine Fläche von 4349 km². Die maximale Wassertiefe beträgt 64 m. Der auf 322 m gelegene See hat 14.552 Inseln und eine sehr unregelmäßige Uferlinie von 105.000 km.
Auf den meist bewaldeten Inseln befindet sich eine Vielzahl seltener Pflanzenarten. Auch Säugetiere und Vögel, wie zum Beispiel der Weißkopfseeadler, finden an den sauberen und fischreichen Gewässern gute Lebensbedingungen.
Der Rainy River mündet in den See, aus dem wiederum der Winnipeg River entspringt, welcher den Winnipegsee speist. Der See ist ein Überrest des prähistorischen Agassizsee.

## Seefauna
Im See werden folgende Fischarten gefangen: Glasaugenbarsch, Kanadischer Zander, Forellenbarsch, Schwarzbarsch, Hecht, Muskellunge, Amerikanischer Flussbarsch,  Sonnenbarsche, Amerikanischer Seesaibling und Heringsmaräne. Der Fang des See-Störs ist ganzjährig verboten.
Im kanadischen Teil der Sees sind verschiedene Inseln Bestandteile des 118 km² großen Lake of the Woods Provincial Park.

## Geschichte
Der See ist ein Überbleibsel des riesigen Agassizsees, der mehrere Jahrtausende lang bestand, und der von den Schmelzwässern nach dem Ende der letzten Kaltzeit gespeist wurde. Die ältesten menschlichen Spuren sind über 8000 Jahre alt.
Cree, Ojibwa und Sioux lebten vor den ersten Europäern im Gebiet des Sees. Sie hinterließen zahlreiche Felsmalereien. Rund 2.000 Indianer leben heute in verschiedenen Reservaten um den See. Die Bezeichnung für den See bezog sich auf dessen Nordrand, genauer gesagt eine Portage. So hieß er Wauzhushk Onigum, was so viel wie ‚Portage zum Land des Bisam‘ heißt.
Der erste Europäer, der den See erwähnt, war der Franzose Jacques de Noyon, der ihn 1688 erreichte. Jean-Baptiste La Vérendrye errichtete Fort Saint-Charles 1732 am Nordufer. Die Aulneau-Halbinsel wurde nach Jean-Pierre Aulneau (1705–36) benannt, der zusammen mit La Vérendrye und 19 weiteren Männer von Siouxkriegern auf einer der Inseln umgebracht wurde. Der See lag entlang einer überaus wichtigen Pelzhandelsroute, jedoch war der See mit seiner verwirrenden Inselstruktur dafür bekannt, dass zahlreiche Voyageurs ihren Weg verloren. Hier, wo zahlreiche Pelztiere in großer Zahl lebten, bekämpften sich die Hudson’s Bay Company und die North West Company besonders heftig.
1821 wurden die beiden Gesellschaften zwangsweise vereinigt, und 1836 baute das Unternehmen ein Handelsfort auf Old Fort Island am Winnipeg River. Der Wauzhushk Onigum oder Rat Portage post wurde 1861 auf das Festland verlegt. Dort entstand der Ort Rat Portage. Im Grenzstreit wurde er zum Zankapfel zwischen Ontario und Manitoba, dem Ontario-Manitoba boundary dispute, der von 1870 bis 1884 anhielt. Beide Provinzen unterhielten dort Gefängnisse, beide Vergaben Lizenzen an Rohstoff- und Holzunternehmen. 1882 wurde die Stadt inkorporiert, konnte also einen eigenen Bürgermeister wählen und an den Wahlen zum Provinzparlament teilnehmen, was die Einwohner am 28. September 1883 zum ersten Mal taten. Allerdings nahmen sie sowohl an den Wahlen in Manitoba, als auch an denen in Ontario teil. Erst 1884 entschied das Privy Council of England, dass der Ort zu Ontario gehörte. Die Entscheidung wurde erst 1889 offiziell.
Anfang der 1880er Jahre erreichte die Canadian Pacific Railway die Region, und Rat Portage wurde zu einem Zentrum der Holzindustrie, deren erster Exponent die Keewatin Lumber Company war, der weitere folgten, wie etwa Western Lumber, Rat Portage Lumber und Dick & Banning. Sie schlugen mit ihrer Art des Holzeinschlags, also flächenhaft abholzte, große Löcher in das Ökosystem. Sägemühlen entstanden, und auch amerikanische Firmen aus Minnesota beteiligten sich am Holzeinschlag. Dampfboote transportierten das Holz ab, wie etwa die Lady of the Lake, die das erste größere Schiff dieser Art auf dem See darstellte. Die zahlreichen Schiffe hatten ihren Hafen in Rat Portage. Ende des 19. Jahrhunderts zogen Goldfunde weitere Menschen in die Region und es entstanden neue Siedlungen.
1905 wurde Rat Portage in Kenora umbenannt, nachdem sich die Maple Leaf Flour Company wegen des abschreckenden Namens geweigert hatte, sich dort anzusiedeln. Sie fürchtete, Kunden zu verlieren, wenn der Name auf ihren Mehlsäcken aufgedruckt würde. Der Name entstand aus Keewatin, einer Schwesterstadt, und Norman, einem Nachbardorf, sowie Rat Portage. Die wachsende Stadt ließ Hospitäler, Schulen und eine Bibliothek errichten sowie ein Opernhaus. Hinzu kamen Hotels und andere touristische Bauwerke.
1923 entstand die Backus-Brooks, eine Papiermühle, die mehrere Jahrzehnte lang der größte Arbeitgeber war. Nach dem Zweiten Weltkrieg gesellten sich zur Holz- und Papierindustrie der Bergbau, die Fischerei und schließlich der Tourismus. Die gute Erreichbarkeit über den Trans Canada Highway trug dazu bei, dass immer mehr Besucher in die Region kamen, ebenso wie eine Infrastruktur aus Hotels und Campingplätzen, Museen und Interpretive Centres.

## Abflussregulierung
1919 wurde das Lake of the Woods Control Board (LWCB) gegründet. Zu dessen Aufgaben gehört die Abflussregulierung im Einzugsgebiet des Winnipeg River. Es reguliert auch die Wasserhöhe des Lake of the Woods. Der normale Wasserstand schwankt zwischen 321,87 m und 323,47 m. Die Maximalwasserhöhe beläuft sich auf 323,85 m. Die maximale Abflusskapazität beträgt 1416 m³/s.
Der Abfluss wird am Norman Dam bei Kenora reguliert. Die zugehörigen Wasserkraftwerke sind Norman Generating Station (14 MW, 1926) und Kenora Generating Station (10 MW, 1906). Das hydraulische Potential beträgt 6,4 m.

## Gemeinden
Das Gebiet gehört zu folgenden Gemeinden:
- Lake of the Woods County, Minnesota
  - Angle Inlet
  - Baudette
  - Warroad
- Roseau County, Minnesota
  - Roseau
- Kanada:
  - Buffalo Point First Nation (Manitoba)
  - French Portage Narrows (Ontario)
  - Keewatin (Ontario)
  - Kenora (Ontario)
  - Middlebro (Manitoba)
  - Minaki (Ontario)
  - Rainy River (Ontario)
  - Sioux Narrows (Ontario)

## Größere Inseln
- Big Island (Ontario)
- Bigsby Island
- Brush Island, Minnesota
- Copeland Island (Camp Stephens), Minnesota
- Flag Island, Minnesota
- Garden Island, Minnesota
- Little Oak Island, Minnesota
- Magnuson's Island, Minnesota mit Fort St. Charles
- Massacre Island, Minnesota
- Oak Island (Minnesota) im Nordosten
- Penasse Island, Minnesota